# Lena Olsson (bergspartist)
Lena Birgitta Olsson, född 1 december 1954 i Landskrona, är en politiker som var kommunalråd samt kommunstyrelsens ordförande för Bergspartiet i Bergs kommun i Jämtlands län mellan 2006 och 2010. Därefter har hon engagerat sig i Centerpartiet. Hon är bosatt i Sandnäset utanför Svenstavik.

## Biografi
Olsson växte upp i Landskrona, men flyttade till Östersund när hon var 20 år gammal och utbildade sig där till socionom. Innan hon blev politiker arbetade hon inom fångvården, Hällbyanstalten (som första kvinna) och missbruksvården samt som produktions- och personalansvarig i olika företag, senast på äldreboendet Treklövern i Åsarna.[källa behövs]
Under 1980-talet satt hon i Bergs kommunfullmäktige som ledamot för vänsterpartiet men blev medlem i Bergspartiet 2002 eftersom hon inte ville binda sig ideologiskt. Efter valet 2006 var hon en av de drivande krafterna bakom att bryta samarbetet mellan bergspartiet och socialdemokraterna till fördel för regnbågsalliansen, bestående av centerpartiet, moderaterna, kristdemokraterna och vänsterpartiet. Olsson ansåg, tvärtemot partiledningen och främst Olle Nord (Bergspartiets grundare) samt Monica Hallquist (dåvarande kommunalråd) att det skulle vara bättre för kommunen och smidigare med tanke på att det blev maktskifte centralt. Nord avgick och Hallquist blev socialdemokrat efter de interna stridigheterna där Olssons linje fick störst gehör. 
Olsson fick även flest personröster av alla kommunpolitiker i Berg i valet.
Efter att ha förlorat valet 2010 avgick Olsson som kommunalråd, och engagerade sig senare i Centerpartiet.